# La Mesa de Berrones
La Mesa de Berrones är en ort i Mexiko.   Den ligger i kommunen Doctor Arroyo och delstaten Nuevo León, i den centrala delen av landet, 500 km norr om huvudstaden Mexico City. La Mesa de Berrones ligger 2 125 meter över havet och antalet invånare är 126.
Terrängen runt La Mesa de Berrones är huvudsakligen kuperad. La Mesa de Berrones ligger uppe på en höjd. Runt La Mesa de Berrones är det mycket glesbefolkat, med 5 invånare per kvadratkilometer. Närmaste större samhälle är Doctor Arroyo, 9,3 km väster om La Mesa de Berrones. Omgivningarna runt La Mesa de Berrones är i huvudsak ett öppet busklandskap.